# G.G. Anderson
G.G. Anderson, echte naam Gerd Günther Grabowski (Eschwege, 4 december 1949) is een Duitse schlagerzanger, componist, tekstschrijver en muziekproducent. Tot zijn grootste hits behoren Am weissen Strand von San Angelo, Sommernacht in Rom, Sommer - Sonne - Cabrio en Mädchen, Mädchen.
Hoewel hij aanvankelijk een opleiding tot elektricien volgde, combineerde hij dat met werk als zanger en drummer, en al gauw besloot hij het werk in de elektriciteit te laten vallen en definitief in de muziek verder te gaan. Nadat hij vanaf 1964 in verschillende bandjes heeft gespeeld (waaronder "Love and tears", de begeleidingsband van schlagerzanger Michael Holm), gaat hij in 1973 solo verder. In 1980 neemt hij de artiestennaam G. G. Anderson aan. Een jaar later breekt hij door met de Engelstalige nummers Mama Lorraine en African Baby, dat grote hits blijken in Duitsland en African baby o.a. in Nederland, en komt zijn debuutalbum Always and ever op de markt.
Ook in de jaren daarna scoort hij hits met de nummers Cheerio en Jim and Andy, en als hij in 1984 definitief overstapt van makkelijk in het gehoor liggende Engelstalige hitparadepop naar Duitstalige schlagers, scoort hij een grote hit met het nummer Am weissen Strand von San Angelo. Dit jaar verschijnt ook zijn tweede album Lass uns träumen. In de jaren hierna scoort hij de ene hit na de andere, waaronder Santa Lucia - Versunken im Meer, Sommernacht in Rom en Mädchen, Mädchen, en in 1986 wordt hij in Duitsland uitgeroepen tot de beste zanger van het jaar. Intussen worden er ook nog Duitstalige versies opgenomen van de nummers Cheerio en Jim and Andy. In de jaren negentig weet hij het succes voort te zetten met hits als Weisse Rosen schenk' ich dir, Rosalie en Und wenn Tirol am Nordpol wär.
Ondertussen is G.G. Anderson ook als componist en tekstschrijver voor andere artiesten actief. Hij schreef nummers voor o. a. Die Wildecker Herzbuben, Mireille Mathieu, Rex Gildo, Roland Kaiser en vele andere artiesten. Voor de Britse zanger Engelbert Humperdinck schreef hij het nummer The Spanish night is over. Ook de hits Satisfaction van de Amerikaanse zangeres Laura Branigan en Ja, Ja, die Katja die hat ja van Heino zijn van zijn hand.
De laatste jaren is G.G. Anderson zowel als zanger als componist nog zeer succesvol. Zo brengt hij ieder jaar nog een succesvol nieuw album uit en scoorde hij hits met Nein heisst ja, Kali Spera Griechenland en in 2007 met Hast du Lust. Ook componeert hij nog regelmatig nummers voor andere artiesten, waaronder de Duitse schlagerband Die Flippers.